# Sielsowiet Glinka
Sielsowiet Glinka (biał. Глінкаўскі сельсавет; ros. Глинковский сельсовет) – sielsowiet na Białorusi, w obwodzie brzeskim, w rejonie stolińskim, z siedzibą w Glince. Od południa graniczy z Ukrainą.
Według spisu z 2009 sielsowiet Glinka zamieszkiwało 1578 osób, w tym 1559 Białorusinów (98,80%), 12 Rosjan (0,76%), 5 Ukraińców (0,32%) i 2 osoby, które nie podały żadnej narodowości.

## Miejscowości
- agromiasteczko:
  - Glinka
- wsie:
  - Łuka
  - Pierszamajsk (hist. cz. Futorów Stolińskich)
  - Zubkowa
- chutor:
  - Stolinski (hist. Futory Stolińskie)